# Chambre de la musique du Reich
La Chambre de la musique du Reich (Reichsmusikkammer) était une corporation de droit public du Reich allemand sous le régime nazi chargée du contrôle de la vie musicale allemande. C’était l’un des sept organes spécialisés de la Chambre de la culture du Reich (Reichskulturkammer), créée le 22 septembre 1933 et placée sous la tutelle du ministère de l'Éducation du peuple et de la Propagande du Reich dirigé par Joseph Goebbels. Lors de sa création, Richard Strauss est nommé président et Wilhelm Furtwängler vice-président.
L’adhésion à la Chambre était obligatoire pour exercer une activité professionnelle ou se produire publiquement, ce qui permit au régime d’écarter les artistes qu’il considérait comme « dégénérés » ou « non allemands », notamment les Juifs.

## Son rôle

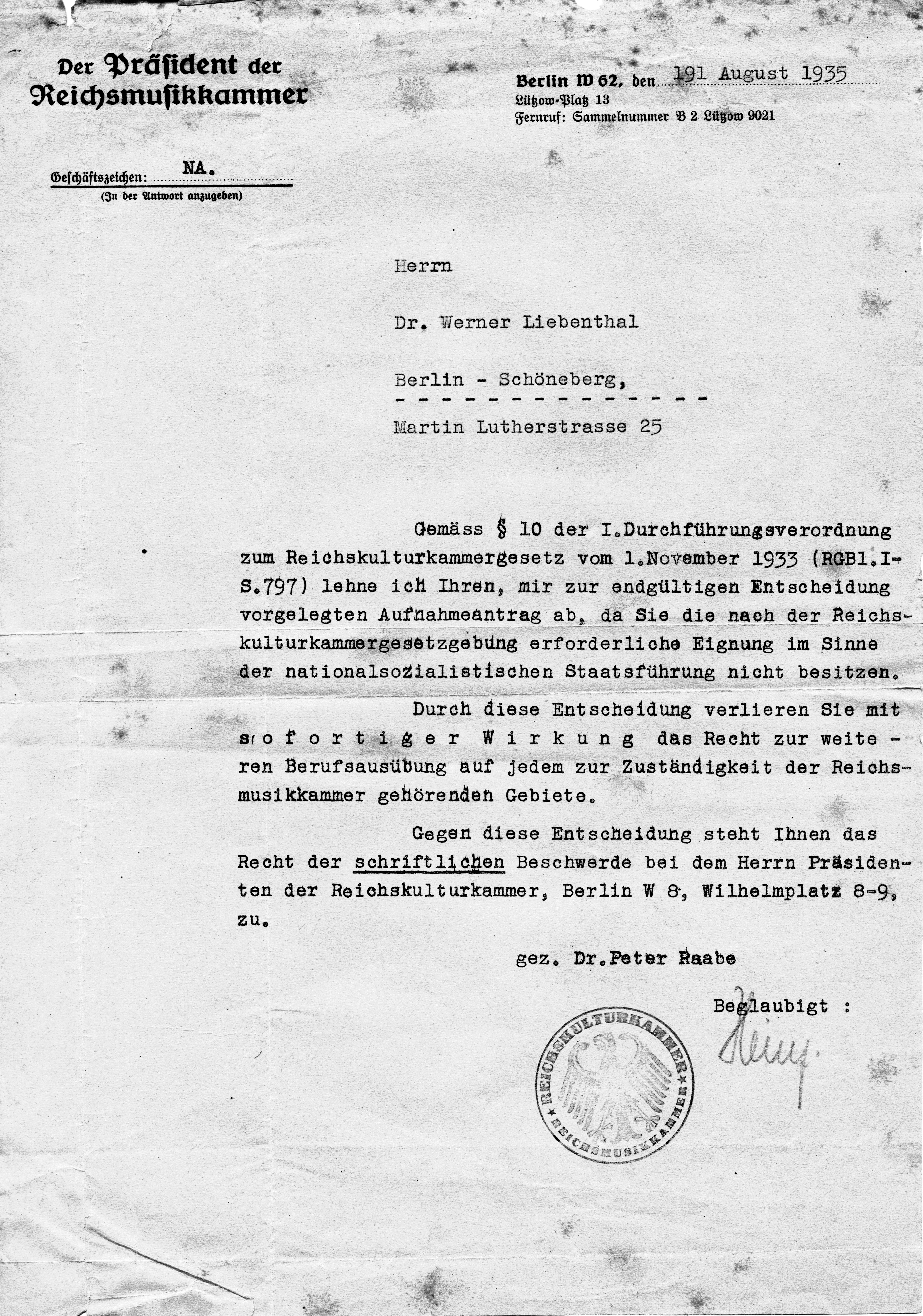
Note de la Chambre, signée par Peter Raabe en 1935, pour imposer au musicien berlinois Werner Liebenthal la cessation de son activité professionnelle.

L’un des principaux objectifs de la chambre était ce que Joseph Goebbels nomma la « déjudaïsation du monde musical ». Le président de la Chambre, Richard Strauss jusqu'en 1935 puis après lui Peter Raabe, furent chargés de cette tâche. Divers événements mis en place par la Chambre devaient également célébrer et promouvoir la « bonne musique allemande », en particulier celle de Beethoven, Wagner, Bach, Mozart, Haydn, Brahms, Bruckner, etc. pour légitimer sur le plan culturel la prétendue suprématie mondiale de l’Allemagne. Ces compositeurs et leur musique étaient réinterprétés idéologiquement pour exalter les vertus allemandes et l’identité culturelle de l’Allemagne.
La musique et les compositeurs qui n’entraient pas dans la définition de la « bonne musique allemande » selon la RMK furent dénigrés avant d’être bannis. Les musiciens et compositeurs juifs exerçant en Allemagne furent congédiés ou mis à la retraite dès le mois d'avril 1933 grâce à la Loi sur la restauration de la fonction publique. Plusieurs grands compositeurs du passé furent proscrits, notamment ceux qui étaient juifs de naissance comme Mahler, Mendelssohn ou Meyerbeer. Au sein du ministère de Goebbels, un service fut chargé de la réécriture de livrets dont l'auteur était juif ou dont les sujets portaient sur l'histoire du peuple juif. 
Interdite également la musique de compositeurs politiquement dissidents, comme Ernst Křenek. Furent également dénoncés comme dégénérés les compositeurs dont la musique avait été considérée comme sexuellement suggestive ou sauvage, comme Hindemith ou Stravinsky, bien que leur musique n'ait jamais été tout à fait interdite.
Considérés comme dégénérés, le jazz et la musique swing furent également condamnés et diffamés. Le jazz fut qualifié de Negermusik (« musique nègre ») et la musique swing fut associée à divers chefs de groupe et compositeurs juifs comme Artie Shaw et Benny Goodman. Proscrits également les compositeurs juifs de Tin Pan Alley comme Irving Berlin et George Gershwin.
La Reichsmusikkammer fonctionnait comme une guilde de musiciens, avec des compositeurs, des interprètes, des chefs d’orchestre, des professeurs et des fabricants d’instruments, obligés d'adhérer s’ils voulaient poursuivre une carrière dans la musique. L’adhésion pouvait être refusée pour des raisons raciales ou politiques. C’est par dizaines que des compositeurs, des auteurs-compositeurs, des paroliers et des musiciens se virent ruinés ou contraints à l’exil parce que, pour une raison ou une autre (souvent politique ou raciale), ils n’entraient pas dans les normes de la RMK ou ne s’y conformaient pas. C’est ainsi que la carrière du célèbre compositeur d’opérettes Leon Jessel fut détruite quand la Chambre appela au boycott de sa musique avant de l’interdire.
L'instauration de cette chambre profita largement aux artistes professionnels, les amateurs ne pouvant y adhérer. En instituant des journées de six heures, un jour de congé obligatoire ou un salaire minimum, le ministère de la Propagande dota les artistes autorisés de conditions de travail nettement meilleures que celles qu'ils avaient connues par le passé. Surtout, il s'assura le contrôle quasi-total de la vie musicale dans l'Allemagne nazie.